# ニッポノウーリサス
ニッポノウーリサス（学名 : Nipponoolithus）は、日本原産の卵化石の卵属。本属は知られている恐竜の卵の中で最も小さいものの1つであり、おそらく何らかの非鳥類型マニラプトル類が産んだものと思われる。

## 分布
ニッポノウーリサスは、日本の兵庫県丹波市山南町上滝の篠山層群から発見されている。この層は、後期アルビアンのものとされている。

## 歴史
恐竜の化石は日本では珍しいが、1978年以来、十分に記録されてきた。日本で最初の卵化石が発見されたのは2003年で、東洋一が北谷層で多数の形態型平胸類の卵を記録し、平山廉らが桑島層で恐竜とカメの卵殻を記録した。しかし、これらの卵について詳細に説明されることはなかった。2006年、篠山層群で恐竜の化石が豊富な上滝地域が発見された。2016年、日本とカナダの古生物学者チームが上滝で多数の卵の化石を収集したが、その中には新卵属と新卵種であるニッポノウーリサス・ラーモス（Nipponoolithus ramosus）と呼ばれる標本も含まれていた。

## 説明
ニッポノウーリサス・ラーモスは、厚さ0.36から0.53ミリメートルで、鶏の卵よりわずかに大きく、孤立した卵殻の破片が数個のみだけ発見されている。卵殻の厚さから判断すれば、ニッポノウーリサスの卵の重さは約100グラムと推定され、これまで発見された恐竜の卵の化石の中で最も小さいものの1つとなる。
ほとんどの非鳥類型恐竜の卵と同様に、この卵は2つの層から構成されている。外側のouter continuous layerと内側のinner mammillary layerである。continuous layerは、mammillary layerの2から4倍の厚さである。ニッポノウーリサスの外面は、マクロエロンガトウーリサス、モンタノウーリサス、パラエロンガトウーリサス、レティキュロウーリサス、スフェリュプリズマトウーリサス、およびデイノニクスの卵に見られる装飾に似た、低く枝分かれした隆起で装飾されている。mammillary layerの結晶は針状または楔状である。

## 古生物学
ルモースは、微細構造と装飾がオヴィラプトロサウルス類の卵やデイノニクスの卵に似ていることから、何らかの非鳥類型マニラプトル類によって産み付けられた可能性が高いとされる。上滝からは、エロンガトウーリサス、プリズマトウーリサス（およびその他の不確定なプリズマトウーリサス卵科）を含む他の非常に小さな獣脚類の卵や、スフェロウーリサスに割り当てられた鳥脚類の卵も発見されている。これらの卵と骨格の化石から、ニッポノウーリサスの親が、他の多数の小型獣脚類、鎧竜類、ティタノサウルス類、ハドロサウルス上科、ティラノサウルス類、テリジノサウルス類の集団と共存していたことがうかがえる。ニッポノウーリサスの親の体重は約15キログラムで、これは中国の熱河生物群に生息する同時代の小型獣脚類の大きさに匹敵する。

## パラタクソノミ
ニッポノウーリサスは、記載されているどの卵科にも分類されていない。ニッポノウーリサスにはニッポノウーリサス・ラーモスのみが含まれる。